# NGC 5241
NGC 5241 é uma galáxia espiral (Sab) localizada na direcção da constelação de Virgo. Possui uma declinação de -08° 24' 06" e uma ascensão recta de 13 horas, 36 minutos e 39,9 segundos.
A galáxia NGC 5241 foi descoberta em 29 de Março de 1886 por Lewis A. Swift.